# Zethera pimplea
Zethera pimplea är en fjärilsart som beskrevs av Wilhelm Ferdinand Erichson 1834. Zethera pimplea ingår i släktet Zethera och familjen praktfjärilar. Inga underarter finns listade i Catalogue of Life.

## Bildgalleri

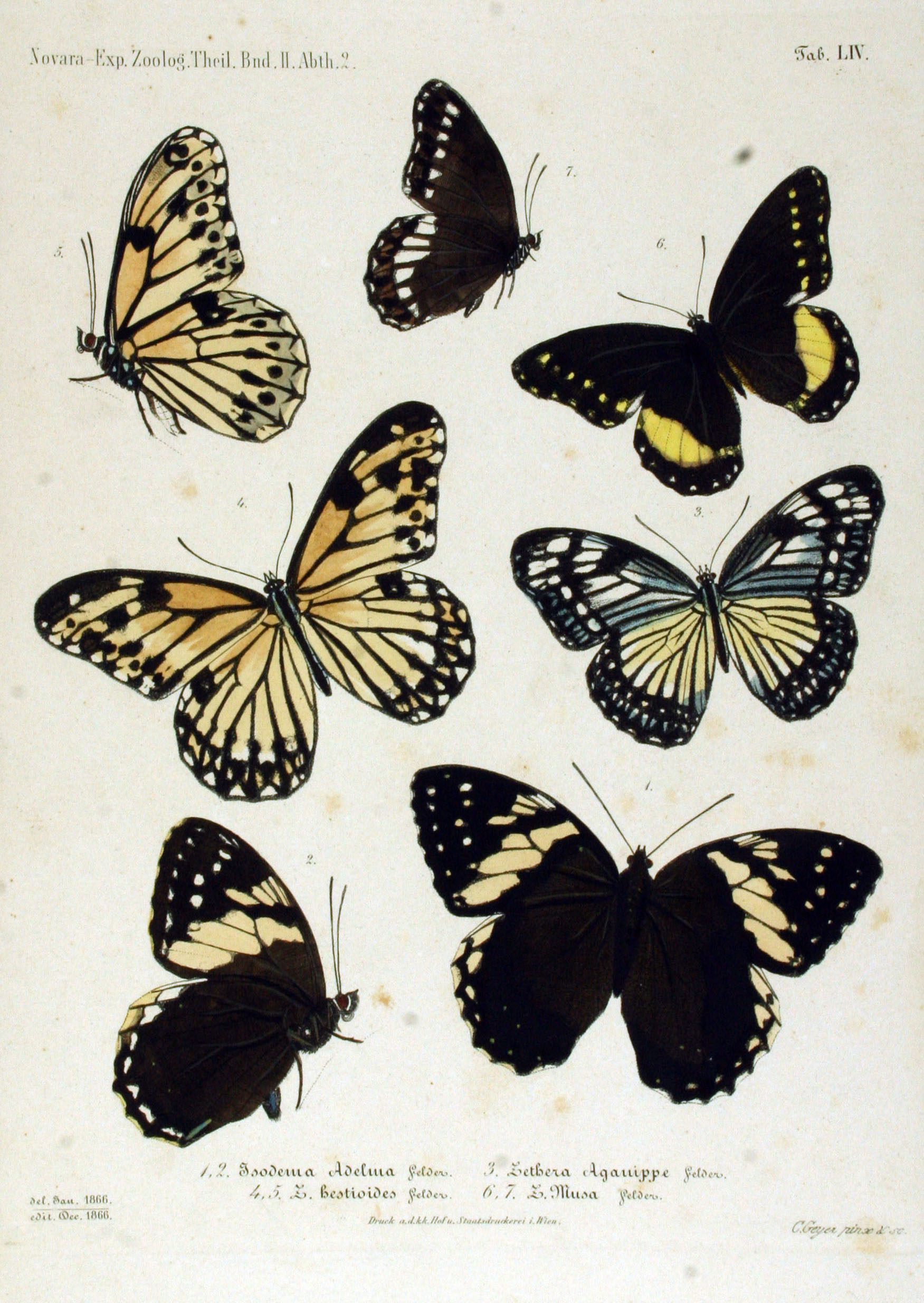